# Estado Libre de Brunswick
El Estado Libre de Brunswick (del alemán: Freistaat Braunschweig) fue la república formada después de la abolición del ducado de Brunswick en el curso de la revolución alemana de 1918-1919. Fue un estado del Reich alemán en el tiempo de la República de Weimar y la Alemania Nazi.

## Historia
El 8 de noviembre de 1918 último duque de la Casa de Welf, Ernesto Augusto de Brunswick, fue forzado a abdicar y fue al exilio. Dos días después, activistas de Partido Socialdemócrata Independiente de Alemania (USPD) proclamaron la "República Socialista de Brunswick". Sin embargo, en las primeras elecciones parlamentarias del 6 de diciembre de 1919 fueron superados en número por los Socialdemócratas (SPD), que alcanzaron el 27,7% de los votos emitidos. Ambos partidos formaron una coalición de gobierno que cambió la constitución del estado a una república parlamentaria. Un subsecuente levantamiento en Braunschweig liderado por la comunista Liga Espartaquista fue aplastado con la ayuda de tropas Freikorps bajo el mando de Georg Ludwig Rudolf Maercker.

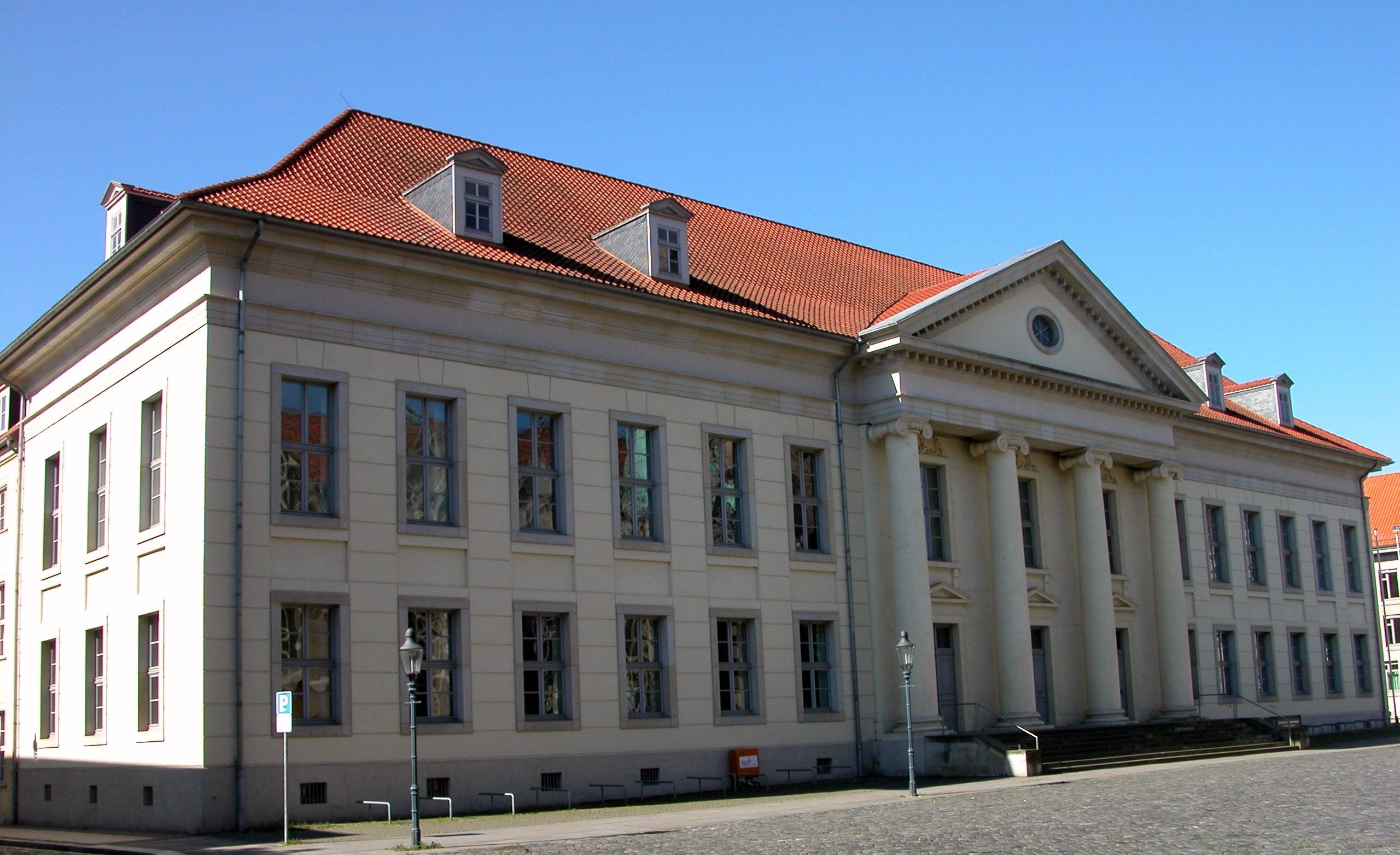
Edificio del Landtag de Brunswick.

En 1922 el gobierno de SPD/USPD perdió su mayoría; los socialdemócratas tuvieron que formar coalición con los liberales del Partido Democrático Alemán (DDP) y con el Partido Popular Alemán (DVP). Después de las elecciones de 1924, el DVP lideró una coalición de gobierno de varios partidos nacionales liberales y de derechas, entre ellos el Movimiento Nacional Socialista Libre, un substituto del ilegalizado Partido Nazi (NSDAP). En las elecciones de 1930, el NSDAP alcanzó el 22,9% de los votos emitidos, con lo cual el político NS Anton Franzen fue nombrado ministro del Interior, sucedido por su compañero de partido Dietrich Klagges en 1931.
Klagges jugó un papel instrumental en la organización del antidemocrático Frente Harzburg en octubre de 1931 y especialmente en la naturalización del ciudadano previamente austríaco Adolf Hitler, que aspiraba a postularse para las elecciones presidenciales de Alemania de 1932. Después de un primer intento de obtener un cargo en la Universidad Técnica de Braunschweig que había fracasado vergonzosamente, en 1932 Klagges alcanzó la designación de Hitler como funcionario público de la delegación de Brunswick en el Reichsrat en Berlín, lo que le valió la nacionalidad alemana. Después del Machtergreifung Nazi, Klagges fue nombrado ministro presidente de Brunswick el 6 de mayo de 1933, aunque tuvo que aceptar al Reichsstatthalter Wilhelm Friedrich Loeper como su superior, cuya oficina fue establecida en el curso del proceso NS del Gleichschaltung.
El 12 de abril de 1945 fuerzas de EE. UU. tomaron la ciudad de Brunswick y depusieron el gobierno NS. En 1946, el territorio de Brunswick dentro de la zona de ocupación británica se fusionó con la anterior provincia prusiana de Hannover, los Estados libre de Oldemburgo y Schaumburg-Lippe en el nuevo estado federado (Land) de Baja Sajonia, mientras que algunos de los exclaves orientales (principalmente en torno a Blankenburg y Calvörde) se convirtieron en parte del estado de Sajonia-Anhalt de administración soviética.

## Líderes del Estado Libre de Brunswick

### Presidentes del Consejo de Comisarios Populares de la República de Brunswick, 1918-1919
1. 1918-1919: Sepp Oerter (USPD)
2. 1919-1920: Heinrich Jasper (SPD)

### Ministros-Presidentes
| Nombre | Nombre            | Asume el cargo | Deja el cargo | Partido | Partido |
| ------ | ----------------- | -------------- | ------------- | ------- | ------- |
|        | Heinrich Jasper   | 1919           | 1920          |         | SPD     |
|        | Sepp Oerter       | 1920           | 1921          |         | USPD    |
|        | August Junke      | 1921           | 1922          |         | SPD     |
|        | Otto Antrick      | 1922           | 1922          |         | SPD     |
|        | Heinrich Jasper   | 1922           | 1924          |         | SPD     |
|        | Gerhard Marquordt | 1924           | 1927          |         | DVP     |
|        | Heinrich Jasper   | 1927           | 1930          |         | SPD     |
|        | Werner Küchenthal | 1930           | 1933          |         | DNVP    |
|        | Dietrich Klagges  | 1933           | 1945          |         | NSDAP   |
|        | Hubert Schlebusch | 1945           | 1946          |         | SPD     |
|        | Alfred Kubel      | 1946           | 1946          |         | SPD     |

### Reichsstatthalter
Reichsstatthalter para Anhalt y Brunswick (con sede en Dessau)
| Nombre | Nombre         | Asume el cargo | Deja el cargo | Partido | Partido |
| ------ | -------------- | -------------- | ------------- | ------- | ------- |
|        | Wilhelm Loeper | 1933           | 1935          |         | NSDAP   |
|        | Fritz Sauckel  | 1935           | 1937          |         | NSDAP   |
|        | Rudolf Jordan  | 1937           | 1945          |         | NSDAP   |